# Nicklas Svale Andersen
Nicklas Svale Andersen (født 28. maj 1991) er en dansk skuespiller, der er mest kendt for rollen som Mathias i Tempelriddernes skat (2006), Tempelriddernes skat II (2007) og Tempelriddernes skat III (2008). Andersen har desuden medvirket i filmen Af banen! (2005). 

## Kriminalitet
Den 9. oktober 2024 blev han i Københavns Byret idømt 11 års fængsel for at have modtaget, opbevaret og videredistribueret ikke under 120 kilo kokain. I retten tilstod han, at han ti gange på omkring et halvt år havde hentet leveringer af kokain efter instruktion fra personer, som han ikke kendte, fordi han var presset økonomisk. I perioden mellem oktober 2023 og april 2024 modtog han blandt andet picnickurve eller poser med kokain. Andersen modtog dommen.

## Filmografi
- Af banen! (2005)
- Tempelriddernes skat (2006)
- Tempelriddernes skat II (2007)
- Tempelriddernes skat III (2008)
- Usynligt hjerte (2020)